# Lars Nørby Johansen
Lars Nørby Johansen (født 16. august 1949) er en dansk erhvervsleder.
Johansen er uddannet cand.phil. og begyndte sin karriere som lektor i statskundskab ved Odense Universitet. Senere blev han forsker. I 1988 blev han administrerende direktør for Falcks Redningskorps og Falck Holding. Her blev han til 2005; fra 1995 var han koncernchef, fra 2000 tillige koncernchef for Group 4 Falck og fra 2004 for Group Falck Securicor.
Siden 2006 har han været bestyrelsesformand i Georg Jensen A/S, ligesom han er bestyrelsesformand i Falck A/S, William Demant Holding og CAT Invest. En kort periode i 2010 var han desuden bestyrelsesformand i OMI People, men trak sig efter kritiske bemærkninger fra revisionen. Han er desuden formand for Rockwool Fondens bestyrelse, DONG Energy, Codan, FONDEN INDEX:2007 og nuværende bestyrelsesformand hos Fonden for Entreprenørskab - Young Enterprise. Tidligere har han siddet i bestyrelsen for topledernetværket Presidents Institute (det tidligere Institut for Selskabsledelse), Oticon, IC Companys og TV 2/Danmark, sidstnævnte som næstformand.
Han er desuden formand for Danmarks Vækstråd (siden 2006) og medlem af regeringens Vækstforum. I 2002 skrev han desuden rapporten Corporate Governance i Danmark — anbefalinger for god selskabsledelse i Danmark på opdrag fra Erhvervs- og Selskabsstyrelsen.
2003 blev han Ridder af Dannebrog.